# VM i bandy 2023 (kvinder)
Verdensmesterskabet i bandy for kvinder 2023 er det 12. VM i bandy for kvinder gennem tiden, og mesterskabet bliver arrangeret af Federation of International Bandy. Turneringen bliver afviklet indendørs i Eriksson Arena i Åby, Sverige i perioden 28. marts - 2. april 2023. Sverige er VM-værtsland for tredje gang, og det er andet år i træk, at mesterskabet bliver spillet i Åby. 
Den 22. december 2023 kunne Svenska Bandyförbundet og Federation of International Bandy offentliggøre, at mesterskabet skulle spilles i Eriksson Arena i Åby med Växjö kommun, Växjö & Co og Åby/Tjureda IF som værter for turneringen. Mesterskabet bliver for første gang afviklet som et samlet mesterskab for både mænd og kvinder, og for første gang er der ikke to års pause mellem to VM for kvinder.
Mesterskabet blev vundet af værtslandet Sverige, der gik ubesejret gennem turneringen og dermed vandt titlen for femte gang i træk og 11. gang i alt. I finalen vandt svenskerne over Finland med 15-0. Sølvmedaljerne var Finlands bedste VM-placering nogensinde, idet holdet tidligere havde vundet bronzemedaljer fem gange. Bronzemedaljerne gik til USA, som i kampen om tredjepladsen besejrede Holland med 4-0, og som dermed vandt VM-medaljer for første gang nogensinde.

## Arena
Mesterskabet afvikles indendørs i Eriksson Arena i Åby i Småland, Sverige – ca. 20 km nord for Växjö.

## Format
De 6 hold er inddelt i to grupper med tre hold i hver gruppe. Gruppe A har deltagelse af de tre højst seedede hold, der spiller en dobbeltturnering alle-mod-alle. Vinderen af gruppen kvalificerer sig til finalen, mens nr. 2 og 3 spiller semifinale om den anden plads i finalen. I gruppe B spiller de tre lavest seedede hold en dobbeltturnering alle-mod-alle. Vinderen af gruppen kvalificerer sig til bronzekampen mod taberen af semfinalen. Nr. 2 og 3 spiller om mesterskabets samlede femteplads. Finalekampene bliver spillet 2 × 45 minutter, mens kampe i den indledende runde bliver spillet 2 × 30 minutter.

### Indledende runde

#### Gruppe A
| Dato      | Kl.   | Kamp              | Res. | Pause | Tilskuere | Ref.                                           |
| --------- | ----- | ----------------- | ---- | ----- | --------- | ---------------------------------------------- |
| 29. marts | 10:00 | Finland - USA     | 1–1  | 0-0   | 115       | Kamprapport (Webside ikke længere tilgængelig) |
| 29. marts | 19:00 | USA - Sverige     | 0–5  | 0-3   | 302       | Kamprapport (Webside ikke længere tilgængelig) |
| 30. marts | 12:30 | USA - Finland     | 1–1  | 0-0   | 62        | Kamprapport (Webside ikke længere tilgængelig) |
| 30. marts | 19:00 | Sverige - Finland | 6–0  | 4-0   | 176       | Kamprapport (Webside ikke længere tilgængelig) |
| 31. marts | 10:00 | Sverige - USA     | 5–0  | 2-0   | 153       | Kamprapport (Webside ikke længere tilgængelig) |
| 31. marts | 17:00 | Finland - Sverige | 0–4  | 0-3   | 560       | Kamprapport (Webside ikke længere tilgængelig) |

| Hold    | Kampe | Mål   | Point |
| ------- | ----- | ----- | ----- |
| Sverige | 4     | 20-00 | 8     |
| Finland | 4     | 12-12 | 2     |
| USA     | 4     | 12-12 | 2     |

#### Gruppe B
| Dato      | Kl.   | Kamp              | Res. | Pause | Tilskuere | Ref.                                           |
| --------- | ----- | ----------------- | ---- | ----- | --------- | ---------------------------------------------- |
| 29. marts | 08:00 | Ukraine - Schweiz | 0–1  | 0-0   | 81        | Kamprapport (Webside ikke længere tilgængelig) |
| 29. marts | 14:30 | Schweiz - Holland | 0–2  | 0-2   | 25        | Kamprapport (Webside ikke længere tilgængelig) |
| 30. marts | 08:00 | Holland - Ukraine | 5–1  | 1-1   | 41        | Kamprapport (Webside ikke længere tilgængelig) |
| 30. marts | 14:30 | Schweiz - Ukraine | 1–0  | 0-0   | 26        | Kamprapport (Webside ikke længere tilgængelig) |
| 31. marts | 08:00 | Holland - Schweiz | 0–0  | 0-0   | 83        | Kamprapport (Webside ikke længere tilgængelig) |
| 31. marts | 15:00 | Ukraine - Holland | 0–4  | 0-2   | 112       | Kamprapport (Webside ikke længere tilgængelig) |

| Hold    | Kampe | Mål   | Point |
| ------- | ----- | ----- | ----- |
| Holland | 4     | 11-11 | 7     |
| Schweiz | 4     | 2-2   | 5     |
| Ukraine | 4     | 11-11 | 0     |

### Kamp om 5.-pladsen
Kampen om 5.-pladsen stod mellem de to hold, der var endt på 2.- eller 3.-pladsen i gruppe B.
| Dato     | Kl.   | Kamp              | Res. | Pause | Tilskuere | Ref.                                           |
| -------- | ----- | ----------------- | ---- | ----- | --------- | ---------------------------------------------- |
| 1. april | 09:30 | Schweiz - Ukraine | 1–0  | 0-0   | 31        | Kamprapport (Webside ikke længere tilgængelig) |

### Semifinale
I semfinalen spillede holdene, der sluttede på 2.- eller 3.-pladsen i gruppe A om den anden ledige plads i finalen.
| Dato     | Kl.   | Kamp          | Res. | Pause | Tilskuere | Ref.                                           |
| -------- | ----- | ------------- | ---- | ----- | --------- | ---------------------------------------------- |
| 1. april | 14:00 | Finland - USA | 1–1  | 0-1   | 177       | Kamprapport (Webside ikke længere tilgængelig) |

### Bronzekamp
Bronzekampen er et opgør mellem taberen af semifinalen og holdet, der sluttede på førstepladsen i gruppe B.
| Dato     | Kl.   | Kamp          | Res. | Pause | Tilskuere | Ref.                                           |
| -------- | ----- | ------------- | ---- | ----- | --------- | ---------------------------------------------- |
| 2. april | 07:45 | USA - Holland | 4–0  | 4-0   | 62        | Kamprapport (Webside ikke længere tilgængelig) |

### Finale
Finalen stod mellem vinderen af gruppe A, Sverige, og vinderen af semifinalen, Finland.
| Dato     | Kl.   | Kamp              | Res. | Pause | Tilskuere | Ref.                                           |
| -------- | ----- | ----------------- | ---- | ----- | --------- | ---------------------------------------------- |
| 2. april | 13:00 | Sverige - Finland | 15–0 | 6-0   | 1.516     | Kamprapport (Webside ikke længere tilgængelig) |

## Samlet rangering
| Plac.  | Hold    |
| ------ | ------- |
| Guld   | Sverige |
| Sølv   | Finland |
| Bronze | USA     |
| 4.     | Holland |
| 5.     | Schweiz |
| 6.     | Ukraine |

## Hædersbevisninger
Organisationskomiteen hædrede følgende spillere efter mesterskabet. Priserne blev uddelt ved afslutningsbanketten i [[]] den . april 2023.
| Pris                   | A-VM        | B-VM        |
| ---------------------- | ----------- | ----------- |
| MVP                    | [[]]        | [[]]        |
| Topscorer              | [[]] ( mål) | [[]] ( mål) |
| Bedste målmand         | [[]]        | [[]]        |
| Bedste forsvarsspiller | [[]]        | [[]]        |
| Bedste midtbanespiller | [[]]        | [[]]        |
| Bedste angriber        | [[]]        | [[]]        |